# Mexico (hrabstwo Oxford)
Mexico – jednostka osadnicza w Stanach Zjednoczonych, w stanie Maine, w hrabstwie Oxford.